# Великая Северная экспедиция
Великая Северная экспедиция — ряд географических экспедиций, предпринятых русскими моряками вдоль арктического побережья Сибири, к берегам Северной Америки и Японии во второй четверти XVIII века.
Проводилась семью самостоятельными отрядами, экспедиции которых состоялись в 1733—1743 годах.
В литературе встречаются другие её названия — «Вторая Камчатская экспедиция», «Сибирско-Тихоокеанская экспедиция», «Сибирская экспедиция».

## Предыстория
После окончания Первой Камчатской экспедиции Витус Беринг предложил в Адмиралтейств-коллегию проект новой экспедиции к берегам Северной Америки и Японии. Кроме того, его проект предусматривал описание арктического побережья Сибири.
Проект капитан-командора В. Беринга был горячо поддержан обер-секретарём Сената Иваном Кирилловичем Кириловым и президентом Адмиралтейств-коллегии Николаем Фёдоровичем Головиным. По их инициативе проект был расширен и переработан. Основной задачей экспедиции было поставлено исследование севера России от Печоры до Чукотки и составление его географического, геологического, ботанического, зоологического и этнографического описания. Кроме того, планировались морские походы к берегам Японии и Северной Америки. 28 декабря 1732 года указ об организации экспедиции был представлен Сенатом на высочайшее утверждение.

## Подготовка
Подразумевалось проводить исследование несколькими отрядами, каждый из которых фактически представлял отдельную экспедицию.
Побережье Северного Ледовитого океана было разбито на пять участков:
- самый западный участок побережья от Печоры до Оби должен был исследовать Двинско-Обский отряд под командованием Муравьёва (позже его сменил Малыгин), подчинявшийся непосредственно Адмиралтейств-коллегии. Все остальные отряды находились под общим руководством Витуса Беринга[2].

- участок арктического побережья России от Оби до Енисея обследовал Обско-Енисейский отряд Овцына и Стерлегова[2].
- восточнее Енисея работал Обско-Енисейский отряд Минина (по 1736—1738 отрядом руководил Овцын)[2].
- участок побережья к западу от Лены был поручен Ленско-Енисейский отряду Прончищева, Харитона Лаптева и Челюскина[2].
- участок побережья к востоку от Лены обследовал Ленско-Колымский отряд Ласиниуса и Дмитрия Лаптева[2].

На Дальнем Востоке действовало два морских отряда:
- отряд Беринга—Чирикова должен был исследовать путь к Северной Америке[2].
- Южный отряд Шпанберга должен был составить опись Курильских островов, берегов Охотского моря и, по возможности, достичь берегов Японии[2].

Кроме того, имелось два сухопутных отряда:
- академический отряд — состоявший из учёных — членов Российской Академии наук, в задачи которого входило исследование внутренних районов Восточной Сибири, в частности Камчатки; первоначально в него были назначены Людовик Делиль и И. Г. Гмелин, а затем добавлен Г. Ф. Миллер[2].
- Верхнеудинско-Охотский отряд Петра Скобельцына и Василия Шатилова, перед которым была поставлена задача отыскания удобного речного пути от Верхнеудинска до Охотска[2].

Стоимость экспедиции составила более 360 тысяч рублей. В состав отрядов входило более 500 ученых, офицеров, матросов, солдат, геодезистов и других участников; вспомогательный персонал, задействованный на разных этапах, насчитывал несколько тысяч человек. В Архангельске, Тобольске, Якутске и в Охотске для экспедиции было построено несколько специальных судов. Для обеспечения экспедиции железными изделиями под Якутском был построен Тамгинский железоделательный завод.

## Деятельность отрядов

### Двинско-Обский отряд
Первым начал свою деятельность самый западный отряд экспедиции, подчинявшийся непосредственно Адмиралтейств-коллегии. Ему предстояло описать давно освоенный поморами участок арктического побережья России и найти морской проход к устью Оби.
В июле 1734 года отряд вышел из Архангельска на кочах «Экспедицион» и «Обь» под командой С. В. Муравьёва и М. С. Павлова. Однако, в течение двух лет отряд не смог продвинуться в Карском море на восток далее острова Белый и решением Адмиралтейств-коллегии Муравьёв и Павлов были отстранены от руководства. Отряд возглавил С. Г. Малыгин. В помощь ему из Архангельска были направлены два бота под командой А. И. Скуратова и И. М. Сухотина. Отряд в составе двух ботов и коча «Экспедицион» сумел достичь лишь западного побережья полуострова Ямал и из-за сплошного льда был вынужден возвратиться на зимовку.
В июле 1737 года отряд вновь вышел в плавание и в августе достиг прохода в Обскую губу из пролива между полуостровом Ямал и островом Белый (ныне пролив Малыгина). Поднявшись по Оби, корабли 2 октября прибыли в Берёзов.
В результате шестилетней деятельности отряда были составлены карты юго-восточной части Баренцева моря и приобской части Карского моря.

### Обско-Енисейский отряд
В задачу отряда входило исследование берега между устьями Оби и Енисея.
В январе 1734 года в Тобольске была построена 24-вёсельная дубель-шлюпка «Тобол», на которой под командованием Д. Л. Овцына в мае того же года отряд вышел в море. Однако, походы 1734—1736 годов были недальними, так как из-за мощных льдов в Обской губе приходилось возвращаться в Тобольск.
По приказу Адмиралтейств-коллегии было построено новое экспедиционное судно — бот «Оби Почталион», который в июне 1737 года прибыл в Обдорск, где зимовал отряд Овцына. В августе того же года на двух судах по свободному ото льдов морю отряду Овцына удалось достичь Енисейского залива, выполнив свою задачу.
Следуя инструкции Адмиралтейств-коллегии Овцын передал бот «Оби Почталион» Ф. А. Минину и поручил ему составить опись берегов от Енисейского залива до устья реки Хатанги вокруг полуострова Таймыр. В конце июля 1738 года Минин со своим помощником Д. В. Стерлеговым вышел в море и 16 августа достиг мыса с координатами 73°29′ северной широты и возвратился на место зимовки.
Летняя кампания 1739 года была задержана по вине местной администрации и не принесла заметных результатов.
По приказу Минина в январе 1740 года Стерлегов отправился в сухопутную экспедицию на восток от Енисея. Ему удалось пройти на северо-восток от реки Пясины и описать побережье от мыса Северо-Восточный до 75°29′ северной широты.
В 1740 и 1742 годах Минин на боте «Оби Почталион» пытался пройти к устью Хатанги, но сплошные льды воспрепятствовали этому. В 1743 году деятельность Обско-Енисейского отряда была закончена.

### Ленско-Енисейский отряд
Ленско-Енисейский (также Ленско-Хатангский или Западно-Ленский) отряд начал свою работу летом 1735 года. В Якутске была построена дубель-шлюпка «Якутск», на которой отряд под командой Василия Прончищева 25 августа достиг устья реки Оленёк, где зазимовал из-за обнаруженной течи.
В августе 1736 года началось новое плавание и судно достигло Хатангского залива, а затем направилось вдоль восточного берега Таймыра на север. Достигнув мыса, впоследствии получившего его имя и самого северного пункта (77°25′), Прончищев был вынужден лечь на обратный курс. 29 августа Прончищев умер, а 2 сентября «Якутск» вошёл в устье реки Оленёк, где через несколько дней скончалась и жена Прончищева — Татьяна, первая женщина — полярный исследователь.
В декабре 1737 года Адмиралтейств-коллегия назначила новым руководителем отряда Х. П. Лаптева. В июне 1739 года «Якутск» из устья Лены двинулся на северо-запад к острову Бегичева, а затем вдоль восточного берега полуострова Таймыр. Достигнув 22 августа широты 76°47′, судно повернуло назад и зазимовало на Хатанге.
Летняя кампания 1740 года длилась всего месяц и закончилась тем, что дубель-шлюпка была раздавлена льдами. Потеряв несколько человек умершими, отряд пешком добрался до места прошлогодней зимовки. Получив разрешение Адмиралтейств-коллегии, Лаптев разделил отряд на три партии и начал описание берегов Таймыра с суши. Группе Челюскина удалось достигнуть самой северной точки Евразийского материка, носящей ныне его имя.

### Ленско-Колымский отряд
В Якутске для отряда был построен бот «Иркутск». В 1735 году, спустившись до устья Лены вместе с дубель-шлюпкой «Якутск» Ленско-Енисейского отряда, 18 августа отряд достиг реки Хараулах, где зазимовал. В ходе зимовки от цинги скончалось 37 человек и командир отряда П. Ласиниус, ремонта требовал бот «Иркутск».
Новый командир Д. Я. Лаптев, прибыв к месту зимовки, продолжил работы в августе 1736 года. Но лишь в июне 1739 года в тяжёлых ледовых условиях бот сумел выйти в Восточно-Сибирское море. При попутном ветре быстро продвигаясь на восток, судно в конце августа достигло устья реки Индигирки, где встало на зимовку.
В 1740—1741 годах Лаптев сделал две безуспешные попытки пробиться сквозь сплошные льды на восток, но сумел добраться только до мыса Баранов Камень.
Летом 1742 года отряд вёл работы в бассейне реки Анадырь, где и закончились его действия.

### Отряд Беринга — Чирикова
Экспедицию отряда, которым руководил Витус Беринг, нередко называют непосредственно «Второй камчатской экспедицией». Перед этим отрядом ставилась задача отыскания пути в Северную Америку и островов в северной части Тихого океана.
К лету 1740 года в Охотске под руководством корабельных мастеров Козьмина и Рогачёва были построены два пакетбота («Святой Пётр» и «Святой Павел»), предназначенные для отряда. В сентябре того же года корабли под командованием Беринга («Святой Пётр») и Алексея Чирикова («Святой Павел») перешли к берегам Камчатки, потеряв в ходе плавания во время шторма часть продовольствия. В Авачинской бухте на Камчатке членами отряда был заложен острог, позже выросший в город Петропавловск-Камчатский.
4 июня 1741 года пакетботы «Святой Пётр» и «Святой Павел» направились к берегам Северной Америки. В самом начале плавания корабли потеряли друг друга в сильном тумане и действовали раздельно. 17 июля «Святой Пётр» под командованием Беринга достиг побережья Аляски. На обратном пути экспедиция зазимовала на небольшом острове, где Беринг умер во время зимовки.
«Святой Павел» под командованием Чирикова 15 июля 1741 года достиг берегов Северной Америки, кроме того, побывав и на отдельных островах, и 11 октября того же года вернулся в Петропавловский острог.

### Южный отряд
Летом 1738 года отряд М. П. Шпанберга на трёх судах — бригантине «Архангел Михаил», дубель-шлюпе «Надежда» и боте «Святой Гавриил» — отправился из Большерецка к берегам Японии. В густом тумане суда потеряли друг друга и дальнейшее плавание совершали каждый в отдельности. Шпанберг на «Архангеле Михаиле» прошёл вдоль Курильской гряды, но из-за плохой погоды и недостатка продовольствия вернулся на Камчатку.
В мае 1739 года отряд, пополненный шлюпом «Большерецк», снова вышел в море и достиг Курильских островов. 16 июня того же года мореплаватели впервые увидели северо-восточный берег острова Хонсю и направились на юг. 22 июня состоялась встреча с японцами. 24 июня «Архангел Михаил» подошёл к острову Хоккайдо и вскоре направился назад. В. Вальтон, командовавший в этом плавании ботом «Святой Гавриил», отстал от Шпанберга и 16 июня подошёл к острову Хонсю и 19 июня высадился на него. 24 июля «Святой Гавриил» лёг на обратный курс.
В мае 1742 года суда вышли в новое плавание — к Курильским островам, опись которых вели до конца июля.

### Академический отряд
Возглавил академический отряд действительный член Петербургской академии наук профессор Г. Ф. Миллер, направлявшийся в Сибирь в качестве историографа экспедиции.
В начале августа 1733 года отряд выехал из Санкт-Петербурга и в конце октября прибыл в Казань, где начал организацию метеорологических наблюдений. В конце декабря того же года отряд прибыл в Екатеринбург, где также производил наблюдения за температурой и давлением воздуха, ветром, атмосферными явлениями, полярными сияниями (А. Татищев, геодезист Н. Каркадинов, учитель арифметики Ф. Санников).
В январе 1734 года академический отряд прибыл в Тобольск, оттуда профессор Людовик Делиль де ла Кроер отправился с обозом Чирикова на восток. Миллеру и Иоганн Гмелину руководитель экспедиции Беринг разрешил продолжать путешествие самостоятельно.
Из Тобольска отряд по Иртышу добрался до Омска, затем посетил Ямышевскую крепость, Семипалатинск и Усть-Каменогорск. Миллер, помимо архивной работы, занимался археологическими раскопками, Гмелин — организацией метеорологических наблюдений. По пути путешественники изучали флору и фауну, собирали коллекции редких растений, проводили геологические исследования.
Зимой и весной 1735 года учёные посетили Енисейск, Красноярск, Иркутск, переправились через Байкал и побывали в Селенгинске и Кяхте. Летом того же года отряд побывал в Читинском остроге и в Нерчинске, где исследовал древние памятники, могильные курганы и рудные копи. Осенью 1735 года отряд вернулся в Иркутск.
В январе 1738 года Степан Крашенинников в сопровождении двух казаков и писаря Осипа Аргунова отправился для исследования тёплых источников на берегу одного из притоков реки Большая Баня, а затем к Авачинской сопке. В середине января 1739 года отряд на нартах прибыл в Нижнекамчатск, где учёным были организованы метеорологические наблюдения. В 1740 году Крашенинников на собачьих нартах совершил круговое путешествие по северной части Камчатки.
В 1740 году Иоганн Фишер вместе с Якобом Линденау совершил путешествие из Сургута в Охотск, где обследовал местный архив. В пути им было составлено подробное историко-географическое описание дороги до Охотска. После этого Фишер более года работал в Якутске, где в 1742 году был арестован по ложному обвинению, но вскоре оправдан и освобождён. До начала 1746 года Фишер жил в Томске, а в декабре 1746 года вернулся в Санкт-Петербург.
Напарник Фишера по пути в Охотск Якоб Линденау совершил самостоятельное путешествие по Сибири. В 1741 году он составил описание пути по реке Лене, а затем вернулся в Охотск. В 1742—1744 годах он предпринял ряд походов по сибирским рекам, составив описания Удского острога, реки Уды, Медвежьих и Шантарских островов. В августе 1746 года Линденау вернулся в Санкт-Петербург.
Исследования Академического отряда, называемые также I Академической экспедицией, продолжались 13 лет. Трудами Герхарда Миллера, Иоганна Гмелина, Степана Крашенинникова, Георга Стеллера, Андрея Красильникова, Иоганна Фишера и других было положено начало научному изучению Сибири, её истории и природы.

### Верхнеудинско-Охотская экспедиция
Согласно полученному заданию отряд Петра Скобельцына и Василия Шатилова должен был найти более лёгкий и менее протяжённый путь от Верхнеудинска до Охотска, по сравнению с существующим маршрутом через Якутск. Причём, согласно особому указанию Витуса Беринга, путь отряда не должен был проходить по реке Амур, из-за опасности возможных осложнений с Цинской империей.
В 1735—1736 годах отряд вышел из Нерчинска и прошёл вниз по Шилке до реки Горбицы, а затем по притокам верхнего Амура, по рекам Нюкже и Олёкме вышел на Лену и по ней дошёл до Якутска.
В 1737 году Скобельцын и Шатилов предприняли ещё одну неудачную попытку отыскать путь до Охотска. Они прошли по реке Гилюй до её впадения в Зею, прошли по ней вверх, но вскоре повернули обратно и возвратились в Нерчинск.
Основной причиной неудач отряда была названа низкая дисциплина среди проводников из местных жителей, часть из которых просто сбежала, а другая часть вместо выполнения задания занималась, большей частью, охотой на соболя. Несмотря на неудачу в выполнении основного задания отряда, исследователям удалось провести геодезические и этнографические исследования на обширной территории Сибири.

### Нерчинская секретная экспедиция (1753—1765)
Секретная экспедиция, названная Нерчинской по местопребыванию её начальника, явилась непосредственным продолжением деятельности Второй Камчатской экспедиции, закрытой в 1743 году. 
25 июня 1753 года Сенат на основе предложений П. И. Шувалова и В. А. Мятлева принял решение о Нерчинской секретной экспедиции (1753—1765 гг.) для формирования в Нерчинске речной флотилии, изучения устья Амура, строительства порта и в дальнейшем — для исследования Тихого океана. Тем же решением определялось создание навигационных школ в Сибири — «для введения в Иркуцке, а больше в Нерчинске навигацкой науки по тому его ген-лейтенанта представлению школу ныне завесть, в которой обучать навигации тамошних служилых людей детей». Регламентом определялось содержать Иркутскую школу из 50 и Нерчинскую школу из 70 учеников в возрасте 12-20 годов.
Подготовку Нерчинской секретной экспедиции и организацию навигацких школ возглавил бывший моряк вице-адмирал в отставке Ф. И. Соймонов, который в декабре 1753 года был утверждён Сенатом на должность экипажмейстера экспедиции. 1 августа 1754 года была открыта Иркутская навигацкая школа, а в 1755 году — в Нерчинске.
Перестав быть непосредственным руководителем экспедиции, уже как сибирский губернатор, Ф.И. Соймонов, вплоть до своей отставки в 1766 году, делал всё возможное для достижения её конечных целей, используя для этого порты Анадыря и Охотска. Именно он стал организатором выдающихся географических исследований Тихого океана, северо-западного побережья Америки и Аляски, Алеутских и Курильских островов. В 1760—1762 годах при поддержке Ф.И. Соймонова впервые после закрытия Второй Камчатской экспедиции (1743 год) совершил плавание к берегам Аляски иркутский купец И. Бечевин. В то же время была сделана попытка устюжских купцов А. Бахова и Н. Шалаурова найти путь из устья Лены к Алеутским островам.
Наиболее крупное географическое открытие в эти годы было сделано в ходе плавания 1758—1762 годах судна «Иулиан» из экспедиции под руководством опытного моряка С.Г. Глотова и сборщика ясака казака С.Т. Пономарёва. Им удалось открыть самые близкие к Аляске острова Алеутской гряды — Лисьи, которые местные жители называли Умнак и Уналаш. В 1760 году купцом Андреяном Толстых на судне «Андреян и Наталья» были открыты Средние Алеутские острова: Адак, Амля, Атха, Канага, Танага и Четхина, названные в 1764 году в его честь Андреянскими.
Одновременно с плаваниями промышленников по Тихому океану развернулась оживлённая деятельность созданной Ф.И. Соймоновым Анадырской экспедиции. Карты и описания Северо-Восточной Азии и Северной Америки, составленные начальником экспедиции подполковником Ф.Х. Плениснером и талантливым самоучкой чукчей Николаем Дауркиным, получившим за свои труды дворянское звание, подвели итог важного и яркого этапа в развитии географических знаний и освоении этих земель.

## Итоги экспедиции
В результате деятельности Великой Северной экспедиции впервые была произведена опись отдельных участков побережья Северного Ледовитого океана, открыт американский берег и подтверждено наличие пролива между Азией и Америкой, открыты и нанесены на карту Южные Курильские острова, доказано отсутствие каких-либо земель между Камчаткой и Северной Америкой, обследованы побережья Камчатки, Охотского моря и отдельные участки побережья Японии.
Важными достижениями экспедиции стали открытие Аляски, Алеутских островов, Командорских островов, острова Беринга, а также детальное картографирование северного и северо-восточного побережья России и Курильских островов.
Одним из первых картографических изданий, запечатлевших путешествия Беринга — Чирикова, стала карта мира Георга Ловица, изданная в Нюрнберге в 1746 году. На карте отмечена область littora americana russica (американский русский берег) с местами высадки экспедиций Михаила Гвоздева, Беринга и Чирикова.
В 1747 году Жозеф Делиль, брат французского географа Гийома Делиля, проживший в России более двух десятилетий, вернулся в Париж, привезя с собой множество известий о русских мореплавателях. В 1750 году Жозеф Делиль совместно с Филиппом Бюашем издали «Карту новейших открытий к северу от Южного моря, к востоку от Сибири и Камчатки, и к западу от Новой Франции, составленную по воспоминаниям», где были отмечены маршруты русских экспедиций.
В 1754 году секретарь Императорской академии наук Герхард Мюллер составил карту «Новая карта открытий, сделанных русскими кораблями у неведомых берегов Северной Америки с соседними странами». Эта карта стала первым описанием путешествий русских мореплавателей, изданной под патронажем Императорской академии в Санкт-Петербурге, которая переиздавалась до 1784 года.
На карте также отмечены места испанских экспедиций Хуана де Фука, Мартина де Агилара и Фрэнсиса Дрейка.
В 1758 году Г. Ф. Миллер выпустил труд «Описание морских путешествий по Ледовитому и Восточному морю, с Российской стороны учинённых». Эбергард Фишер написал ряд статей об народностях Сибири и Востока.
- Карта мира 1746 года (Georg Moritz Lowitz & Homann Heris)
- Карта Жозефа Делиля, 1750 год
- Географический факультет Санкт-Петербургской академии наук в 1754 году опубликовал карту с названием Nouvelle Carte des Decouvertes faites par des Vaisseaux Russiens с нанесенными границами северо-восточной Евразии (Герхард Мюллер).